# Albert Bert
Albert Bert (1927-2002) was een Belgische cinemapionier en stichter van de bioscoopgroep Kinepolis.

## Cinema
In 1968 wanneer de televisie opkomt, neemt Albert Bert de Cinema Majestic over van zijn vader. De cinema was een kleine cinema in Harelbeke zoals veel buurtcinema's in de tijd. Twee jaar later maakt hij van de Majestic de eerste cinema in België met twee zalen. Hij trok het aantal vertoningen op en verdriedubbelt daardoor het aantal toeschouwers tijdens zijn eerste jaar. De bezoekers stegen van 25.000 tot maar liefst 150.000 terwijl de prijzen waren verdubbeld. Dat wilde zeggen dat de omzet van Bert 10 maal groter was dan zijn vader.
Bert zou later verder inzetten op grootschaligheid en een betere cinema-ervaring. Soms had Bert moeite om financiering bij banken te vinden voor zijn grootse projecten. In 1972 werkte Bert met Rose Claeys-Vereecke samen om de Trioscoop in Hasselt te openen, een multiplex met 3 zalen. Bert koos voor Hasselt, waar zijn schoonzus Rose Claeys-Vereecke, die daar in de buurt woonde, belde om het samen te doen.
In 1975 opende Bert en Claeys de Pentascoop (nu Budascoop) in Kortrijk, en in 1981 de Decascoop in Gent.
In 1988 lanceerde Bert en Claeys de Kinepolis Brussel, met maar liefst 25 zalen was het destijds het grootste bioscoopcomplex in de wereld.
In 1997 voegde de twee families Bert en Claeys hun bioscopen samen in de Kinepolis Group.

## Quote
- Een slogan van Albert Bert was: ‘If I can make it here I can make it anywhere.'

## Prijzen
In het jaar dat Kinepolis Group werd opgericht, valt Albert Bert tot drie keer in de prijzen. Hij krijgt de , "Insead Innovator Prize'' van een Franse business school, wordt Manager van het jaar (uitgereikt door Trends) en wordt in Amsterdam uitgeroepen tot ,"Best Exhibitor of the Year''. In 1998 werd Bert ereburger van de stad Harelbeke.
In 2010 werd op de site van de voormalige cinema Majestic een monument voor Albert Bert onthuld door de Jonge Kamer Harelbeke, een vereniging voor lokale ondernemers.

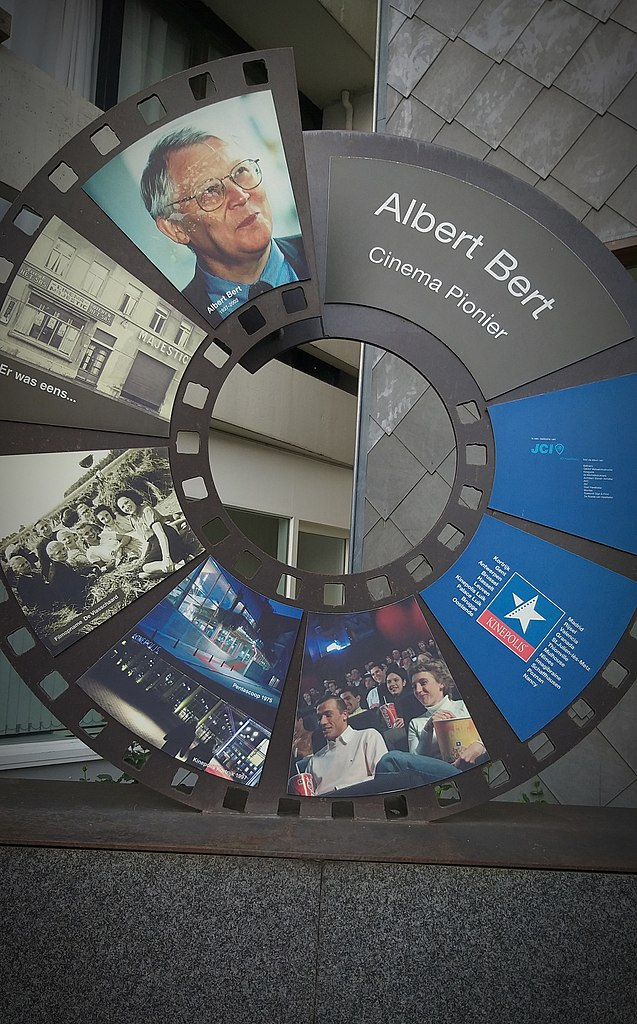
Monument in Harelbeke